# مطار جانغيوان واشهان
مطار جانغيوان واشهان (بالصينية: 沧源佤山机场) مطار عام يقع بمدينة Cangyuan في يونان في الصين. بدأ بناء المطار في 20 ديسمبر 2013 باستثمارات إجمالية تقدر بـ 1.589 مليار يوان. افتتح المطار في 8 ديسمبر 2016 برحلة لطيران لاكي من كونمينغ، عاصمة المقاطعة. المطار يدعم السياحة في المحافظة بقربه لوينجدينج وا، وهي منطقة جذب سياحي شهيرة.

## شركات الطيران والوجهات
| شركـات طيـران         | الوجهات                                                  |
| --------------------- | -------------------------------------------------------- |
| Air Travel ‏           | مطار كونمينغ جانغشوي الدولي                              |
| خطوط شرق الصين الجوية | مطار قوانغتشو باييون الدولي، مطار كونمينغ جانغشوي الدولي |
| خطوط لاكي الجوية      | مطار تشنغدو تيانفو الدولي، مطار كونمينغ جانغشوي الدولي   |
| طيران التبت           | مطار تشنغدو شوانغليو الدولي، مطار دالي                   |

## وصلات خارجية
- http://www.flightstats.com/go/Airport/airportDetails.do?airportCode=